# Eduardo Astengo
Eduardo Virgilio Gerónimo Astengo Campodonico (* 26. Juni 1905 in Lima; † 3. Dezember 1969 ebenda) war ein peruanischer Fußballspieler. Er nahm an der ersten Fußball-Weltmeisterschaft 1930 in Uruguay teil. 

## Karriere
Astengo gehörte zu den Gründern der Federación Universitaria, 1931 umbenannt in Universitario de Deportes, und verbrachte dort seine gesamte Spielerkarriere. Gemeinsam mit Plácido Galindo und Alberto Denegri bildete er die so genannte „Stahllinie“ im Mittelfeld von Universitaria. 1929 und 1934 gewann er mit seinem Klub die peruanische Meisterschaft. Er war auch Teil des Combinado del Pacífico, einer Mannschaft, die 1933 durch Europa tourte, bestehend aus 16 peruanischen und vier chilenischen Spielern. Nach dem Ende seiner aktiven Laufbahn blieb er dem Klub unter anderem in der Funktion des Vereinspräsidenten erhalten.
Astengo nahm mit der peruanischen Nationalmannschaft an der Südamerikameisterschaft 1929 in Argentinien teil. Er bestritt alle drei Spiele im Verlauf des Turniers.
Bei der Weltmeisterschaft 1930 stand er ebenfalls im Aufgebot Perus.  Dort kam im zweiten Spiel der Vorrunde gegen den späteren Weltmeister Uruguay zum Einsatz.

## Erfolge
- Peruanische Meisterschaft: 1929, 1934